# مکس رودلف
مکس رودُلف (آلمانی: Max Rudolf; ۱۲ فوریهٔ ۱۸۹۱ – ۱ ژانویهٔ ۲۰۰۰) قایقران روئینگ اهل سوئیس بود.